# Boreopterus
Boreopterus es un género de pterosaurio pterodactiloide ornitoqueiroideo del Barremiense-Aptiense (Cretácico Inferior) hallado en la formación Yixian en Dalian, Liaoning, en China. 
El género fue nombrado en 2005 por Lü Jinchang y Ji Qiang. La especie tipo es Boreopterus cuiae. El nombre del género se deriva del griego boreios, "del norte" y pteron, "ala". El nombre de la especie fue escogido para ser dedicado a Cui Xu.
El género está basado en el holotipo JZMP-04-07-3, un cráneo y esqueleto casi completos pero aplastados. El cráneo mide 235 milímetros de largo, siendo bajo y alargado con una punta redondeada. Su envergadura se estima en cerca de 1.45 metros. Sus dientes, especialmente los nueve pares anteriores, son muy grandes para un ornitoqueírido, formando un engrane de dientes afilados en el frente de la boca; el tercer y cuarto dientes del frente son los mayores. Hay al menos 27 dientes en cada lado de las mandíbulas inferior y superior, lo cual es un número muy alto.
Lü situó a Boreopterus en la familia Ornithocheiridae en 2006. Esto fue también afirmado por David Unwin en ese mismo año. Sin embargo, Lü en 2006 publicó un análisis cladístico mostrando que Boreopterus era el taxón hermano de Feilongus en una posición más basal que  Haopterus. Esto podría hacerlo un miembro más primitivo de Ornithocheiroidea sensu Unwin, un concepto que Lü no aplicó, usando en cambio la terminología de Alexander Kellner en la cual Ornithocheiroidea es un clado mucho mayor.  Una nueva publicación de Lü ha seguido este planteamiento colocando a Boreopterus y a Feilongus en una nueva familia, los Boreopteridae.

## Paleobiología
Los ornitoqueiroides como Boreopterus son interpretados por Unwin como animales planeadores, como los actuales albatros y fragatas.